# Marcel Bartholomeeussen
Marcel Bartholomeeussen (Lillo, 3 maart 1949) is een voormalig Belgisch politicus voor de sp.a.

## Levensloop
Hij werd beroepshalve ambtenaar en industrieel vormgever aan de technische school van Eindhoven.
Bartholomeeussen was van 1989 tot 1991 voor de SP lid van de Kamer van volksvertegenwoordigers voor het arrondissement Antwerpen als opvolger van Jos Van Elewyck. Hij werd vervolgens van 1991 tot 1995 rechtstreeks gekozen senator in de Senaat en nadien van 1995 tot 2003 opnieuw volksvertegenwoordiger.
In de periode januari 1989-mei 1995 had hij als gevolg van het toen bestaande dubbelmandaat ook zitting in de Vlaamse Raad. De Vlaamse Raad was vanaf 21 oktober 1980 de opvolger van de Cultuurraad voor de Nederlandse Cultuurgemeenschap, die op 7 december 1971 werd geïnstalleerd, en was de voorloper van het huidige Vlaams Parlement.  
In Antwerpen werd hij in 1977 gemeenteraadslid, een mandaat dat hij zou behouden tot in 2006. In het polderdistrict Berendrecht-Zandvliet-Lillo werd hij in 2007 districtsburgemeester, hij volgde in deze hoedanigheid partijgenoot Willy Van Hees op. Van 1 januari 2013 tot 31 december 2018 was hij er vervolgens districtsschepen, Carl Geeraerts (N-VA) volgde hem op als districtsburgemeester. Bij de verkiezingen van 2018 was hij geen kandidaat meer.
Hij was verder secretaris en lid van het directiecomité van de Antwerpse Waterwerken, voorzitter van de Socialistische Harmonie Vooruit Zandvliet, voorzitter van de Afdeling sp.a Polder, bestuurder van waterbedrijf water-link, voorzitter van kabelcommunicatiebedrijf Integan, Interkabel Vlaanderen cvba en het IT-bedrijf Digipolis en van 1996 tot 2007 bestuurder van Telenet Group Holding nv.